# Lithostege tzaddi
Lithostege tzaddi là một loài bướm đêm trong họ Geometridae.